# بينغهام راي
بينغهام راي (بالإنجليزية: Bingham Ray)‏ هو صانع أفلام أمريكي، ولد في 1 أكتوبر 1954 في سكيرديل في الولايات المتحدة، وتوفي في 23 يناير 2012 في بروفو في الولايات المتحدة بسبب سكتة.

## وصلات خارجية
- بينغهام راي على موقع IMDb (الإنجليزية)
- بينغهام راي على موقع قاعدة بيانات الفيلم (الإنجليزية)